# Arena nacional de Bucarest
El Arena Nacional (en rumano: Arena Națională) es un estadio de fútbol ubicado en el complejo deportivo Lia Manoliu de Bucarest, Rumania. El estadio tiene una capacidad de 55.634 espectadores, ampliable a 63.000 localidades, y cuenta con un techo totalmente retráctil. El recinto acoge los partidos del FCSB, el Dinamo Bucarest y la selección de Rumanía, además de las finales de la Copa y Supercopa de Rumanía.
En octubre de 2005 se decidió reconstruir el Estadio Lia Manoliu, aunque finalmente este fue demolido en noviembre de 2007. Este estadio es el primero en construirse de la candidatura conjunta de Rumania y Bulgaria para la celebración de la Eurocopa 2020. El estadio acogió la final de la UEFA Europa League 2012, tal y como anunció la propia UEFA en 29 de enero de 2008 en Nyon.
El estadio se inauguró el 6 de septiembre de 2011 con un partido entre las selecciones nacionales de Rumanía y Francia de clasificación para la Eurocopa 2012 que terminó con empate a cero goles y causando gran polémica por el estado del césped que se levantaba excesivamente, hecho que provocó que la Federación de fútbol de Rumanía cambiase por completo el terreno de juego. El estadio se encuentra al este de Bucarest.

## Historia

### Construcción
La decisión de renovar el antiguo Estadio Nacional se tomó en octubre de 2005. En un primer momento los fondos fueron insuficientes para acometer la renovación del estadio, provocando que las autoridades comenzasen una serie de reparaciones del antiguo estadio en lugar de la reconstrucción. Sin embargo, más tarde llegaron los fondos para la ejecución de la obra, que comenzó a finales de 2007. El antiguo Stadionul Lia Manoliu fue demolido entre el 18 de diciembre de 2007 y el 20 de febrero de 2008. La eliminación de los asientos tuvo lugar antes, el 21 de noviembre de 2007, tras un partido de clasificación para la Euro 2008 en el que Rumania derrotó a Albania por 6-1.
La fase de construcción generó cierta controversia en cuanto a los costes y los retrasos, lo que provocó que el alcalde de Bucarest, Sorin Oprescu, confirmase que los trabajos llevaban un retraso de veinte semanas con lo previsto en mayo de 2009. El 8 de octubre de 2009 se decidió que el estadio debía incluir un techo retráctil valorado en 20 millones de euros. La construcción se detuvo temporalmente en diciembre de 2009 debido a problemas climatológicos.

### Inauguración
La inauguración del estadio estaba prevista que fuese el 10 de agosto de 2011 con un partido amistoso entre las selecciones de fútbol de Rumania y Argentina. Sin embargo, el 26 de julio la Asociación de Fútbol de Argentina canceló oficialmente el encuentro debido a que su seleccionador, Sergio Batista, fue cesado. La Federación Rumana de Fútbol ya vendió 38.000 entradas para el partido y anunció que tomaría acciones legales contra el país sudamericano por "incumplimiento de contrato". Finalmente este partido terminó llevándose a cabo pero en marzo de 2014, con una Argentina pronta a afrontar la Copa Mundial de Fútbol de 2014. Por tanto, el estadio fue inaugurado el 6 de septiembre con la celebración del partido oficial entre Rumania y Francia, correspondiente a la clasificación para la Euro 2012. El partido finalizó con empate a cero, en un encuentro en el que el césped se encontró en un pésimo estado. La asistencia fue de 49.137 espectadores.

## Características
El Stadionul Naţional está catalogado como Estadio de categoría 4 por la UEFA. Tiene una capacidad para 55.634 espectadores, pero tiene la capacidad de expandirse hasta las 63.000 plazas. Cuenta con 3600 palcos VIP, además de 126 plazas para la prensa (ampliable a 548) y un párking con capacidad para 2100 vehículos. El estadio incluye 360 baños y un techo retráctil, que se puede abrir y cerrar en 15 minutos.

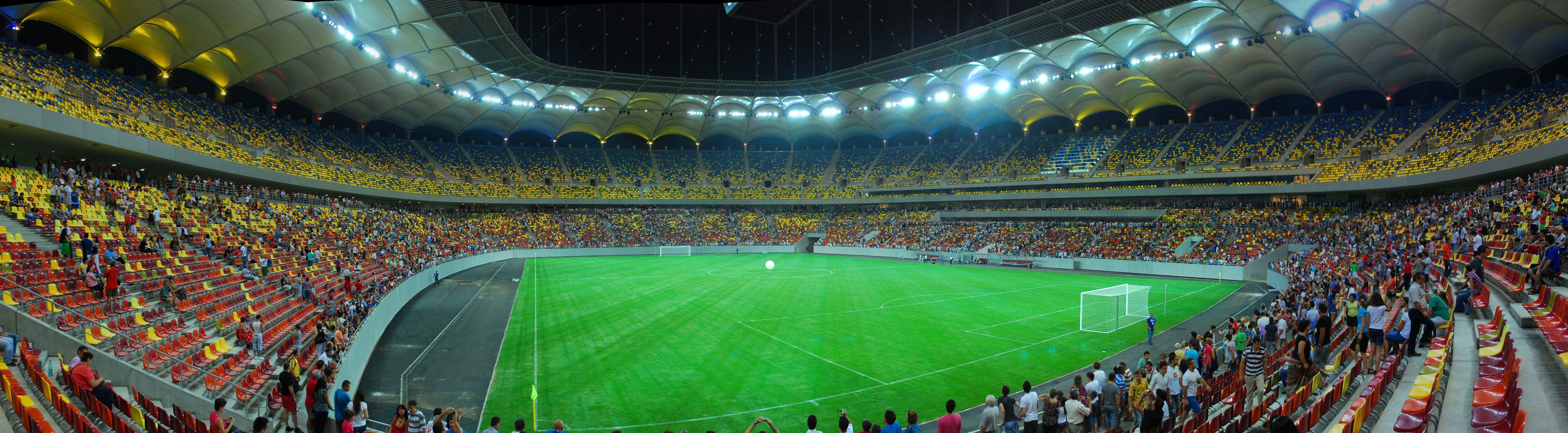
Panorámica de la Arena Națională de Bucarest.

## Eventos

### Final Europa League 2012
- El estadio acogió el 9 de mayo de 2012, la Final de la UEFA Europa League 2011-12 disputada entre los equipos españoles del Atlético de Madrid y el Athletic Club de Bilbao, con resultado de 3-0 a favor de los madrileños, que se proclamaron campeones de la competición por segunda vez. Esta final, que congregó a 52.347 espectadores, es el primer gran evento internacional celebrado en este estadio.

### Eurocopa 2020
- El Arena Națională albergó cuatro partidos de la Eurocopa 2020, tres partidos del Grupo C y un partido de cuartos de final.
| Fecha               | Selección #1 | Resultado   | Selección #2        | Ronda                 | Espectadores |
| ------------------- | ------------ | ----------- | ------------------- | --------------------- | ------------ |
| 13 de junio de 2021 | Austria      | 3–1         | Macedonia del Norte | Primera fase, Grupo C | 9082         |
| 17 de junio de 2021 | Ucrania      | 2–1         | Macedonia del Norte | Primera fase, Grupo C | 10 001       |
| 21 de junio de 2021 | Ucrania      | 0–1         | Austria             | Primera fase, Grupo C | 10 472       |
| 28 de junio de 2021 | Francia      | 3–3 (4-5 p) | Suiza               | Octavos de final      | 22 642       |